# Gerard Tonque
Gerard Tonque, właśc. Gérard Tonque znany również jako Gérard de Martigues (ur. ok. 1040, zm. 3 września 1120) – założyciel zakonu szpitalników, podzielonego później na zakony świętego Łazarza i świętego Jana. Uznawany za pierwszego wielkiego mistrza obu zgromadzeń, choć sam używał tytułu przeora lub rektora szpitala; błogosławiony Kościoła rzymskokatolickiego.
Inne spotykane formy imienia: Gherard, Girard, Geraud, Gerald.

Inna pisownia przydomku: Tum, Tom, Tenc, Tunc, Tonc, Tanque, Tenque.
Istnieje wiele wątpliwości co do pochodzenia Gerarda.
W jednej wersji, przyjmowanej obecnie jako bardziej prawdopodobna, pochodził z Martigues z Prowansji we Francji i przybył jako pielgrzym do Ziemi Świętej w latach 80. XI wieku. Za tą wersją przemawia fakt, że jego relikwie od 1283 roku aż do czasów rewolucji francuskiej były przechowywane w kościele w Martigues. Inna wersja jako kraj pochodzenia podaje Włochy i w tej wersji urodził się w Sasso di Scalo koło Amalfi i był początkowo kupcem handlującym w Lewancie. XVIII-wieczny historyk Zakonu Św. Łazarza Dorat de Chameulles przypisał mu herb należący do rodziny Saint Didier, z której to bł. Gerard miałby pochodzić: Na niebieskim tle wspięty lew srebrny. Inni autorzy przyznają mu herb: Na czerwonym tle złota góra.
Podczas pobytu w Ziemi Świętej zachorował i trafił do szpitala św. Jana Jałmużnika w Jerozolimie, założonego w 1070 roku przez kupców z włoskiej Republiki Amalfi. Po wyzdrowieniu wstąpił do bractwa istniejącego przy tym szpitalu. Dzięki swojej aktywności i talentom organizacyjnym został przełożonym tego szpitala i znajdującego się przy nim bractwa. Z czasem został przełożonym także leprozorium Świętego Łazarza za murami miasta.
W 1097 roku, gdy krzyżowcy zbliżali się do Jerozolimy, dowódca fatymidzki Iftichar-ad Daul nakazał wydalenie z miasta wszystkich chrześcijan. Z niewiadomych przyczyn nakaz ten nie objął Gerarda i jego bractwa. Legenda głosi, że podczas oblężenia miasta Gerard pojawiał się na murach i rzucał w krzyżowców chlebem, tłumacząc otaczającym go muzułmanom, że chce pokazać oblegającym, że miasta nie zdobędą głodem i żeby złamać ich morale. Historycy przypuszczają jednak, że w ten sposób mógł przekazywać informacje krzyżowcom albo ich dożywiać. Pośrednio potwierdza to fakt, że zaraz po zdobyciu miasta bractwo i szpital otrzymały liczne przywileje i nadania. Niemniej jednak został uwięziony przez muzułmanów, był przesłuchiwany i torturowany. Dopiero upadek miasta przyniósł mu uwolnienie.
Wolny już Gerard potrafił wykorzystać nadarzającą się okazję podniesienia rangi szpitala i jego bractwa. Zmienił patrona szpitala i bractwa ze św. Jana Jałmużnika na bardziej znanego na Zachodzie św. Jana Chrzciciela (chociaż część autorów twierdzi, że szpital był od początku pod patronatem św. Jana Chrzciciela). Pod jego przywództwem bractwo szpitalne zaczęło przekształcać się w zakon, uniezależniając się od benedyktynów, pod opieką których początkowo się znajdowało. Dzięki jego zabiegom nowy zakon został zaakceptowany przez papieża Paschalisa II w 1113 roku. W roku 1116 wydzielił z Zakonu Św. Jana bractwo trędowatych opiekujących się jerozolimskim leprozorium św. Łazarza, które bullą papieża Paschalisa II z tego samego roku zostało ukształtowane w Szpitalny Zakon pod wezwaniem św. Łazarza.
Rozszerzył działalność powstającego zakonu na tereny poza Ziemią Świętą - domy zakonne i szpitale zaczęły powstawać w miastach portowych i ważnych ośrodkach pielgrzymkowych, szczególnie we Francji i Włoszech.
Brat Gerard organizował również pielgrzymki do Ziemi Świętej i wytyczył najdogodniejsze dla pielgrzymów trasy. Do ochrony pątników, a także transportów zaopatrzenia dla swoich szpitali powołał oddział zaciężnych żołnierzy - dawnych rycerzy krucjatowych, który stał się następnie zalążkiem rycerskiego ramienia zakonów.
Jest patronem Dni Ratownictwa Medycznego.